# Lei contra o cristianismo
Lei contra o cristianismo é uma lei imaginária criada por Friedrich Nietzsche e que constitui o capítulo final de sua obra “O Anticristo”. Por esta lei Nietzsche extingue o cristianismo, para ele uma crença enferma, baixa e vulgar, que cultua uma das mais corruptas concepções de Deus já existentes, responsável pelo retrocesso cultural e moral dos homens. A lei encerraria a era cristã e a data de sua “promulgação”, 30 de setembro de 1888, seria o primeiro dia do Ano Um de uma nova era.
A lei não constava das primeiras edições de “O Anticristo”. O pesquisador da obra de Nietzsche, E. Podach, foi quem apresentou este e outro texto, perdido entre os manuscritos de outra obra do filósofo, “Ecce Homo”, que passaram a integrar as edições futuras. Assim, segundo o calendário nietzscheano, em 2025 estamos no ano de 136 da "nova era livre do cristianismo".

## Texto da"lei"
Datada do dia da Salvação: primeiro dia do ano Um (em 30 de Setembro de 1888).
Guerra de morte contra o vício: o vício é o cristianismo
Artigo Primeiro – Qualquer espécie de antinatureza é vício. O tipo de homem mais vicioso é o sacerdote: ele ensina a antinatureza. Contra o sacerdote não há razões: há cadeia.
Artigo Segundo – Qualquer tipo de colaboração a um ofício divino é um atentado contra a moral pública. Seremos mais ríspidos com protestantes que com católicos, e mais ríspidos com os protestantes liberais que com os ortodoxos. Quanto mais próximo se está da ciência, maior o crime de ser cristão. Conseqüentemente, o maior dos criminosos é filósofo.
Artigo Terceiro – O local amaldiçoado onde o cristianismo chocou seus ovos de basilisco deve ser demolido e transformado no lugar mais infame da Terra, constituirá motivo de pavor para a posteridade. Lá devem ser criadas cobras venenosas.
Artigo Quarto – Pregar a castidade é uma incitação pública à antinatureza. Qualquer desprezo à vida sexual, qualquer tentativa de maculá-la através do conceito de “impureza” é o maior pecado contra o Espírito Santo da Vida.
Artigo Quinto – Comer na mesma mesa que um padre é proibido: quem o fizer será excomungado da sociedade honesta. O padre é o nosso chandala – ele será proscrito, lhe deixaremos morrer de fome, jogá-lo-emos em qualquer espécie de deserto.
Artigo Sexto – A história “sagrada” será chamada pelo nome que merece: história maldita; as palavras “Deus”, “salvador”, “redentor”, “santo” serão usadas como insultos, como alcunhas para criminosos.
Artigo Sétimo – O resto nasce a partir daqui.